# Pozemné sily

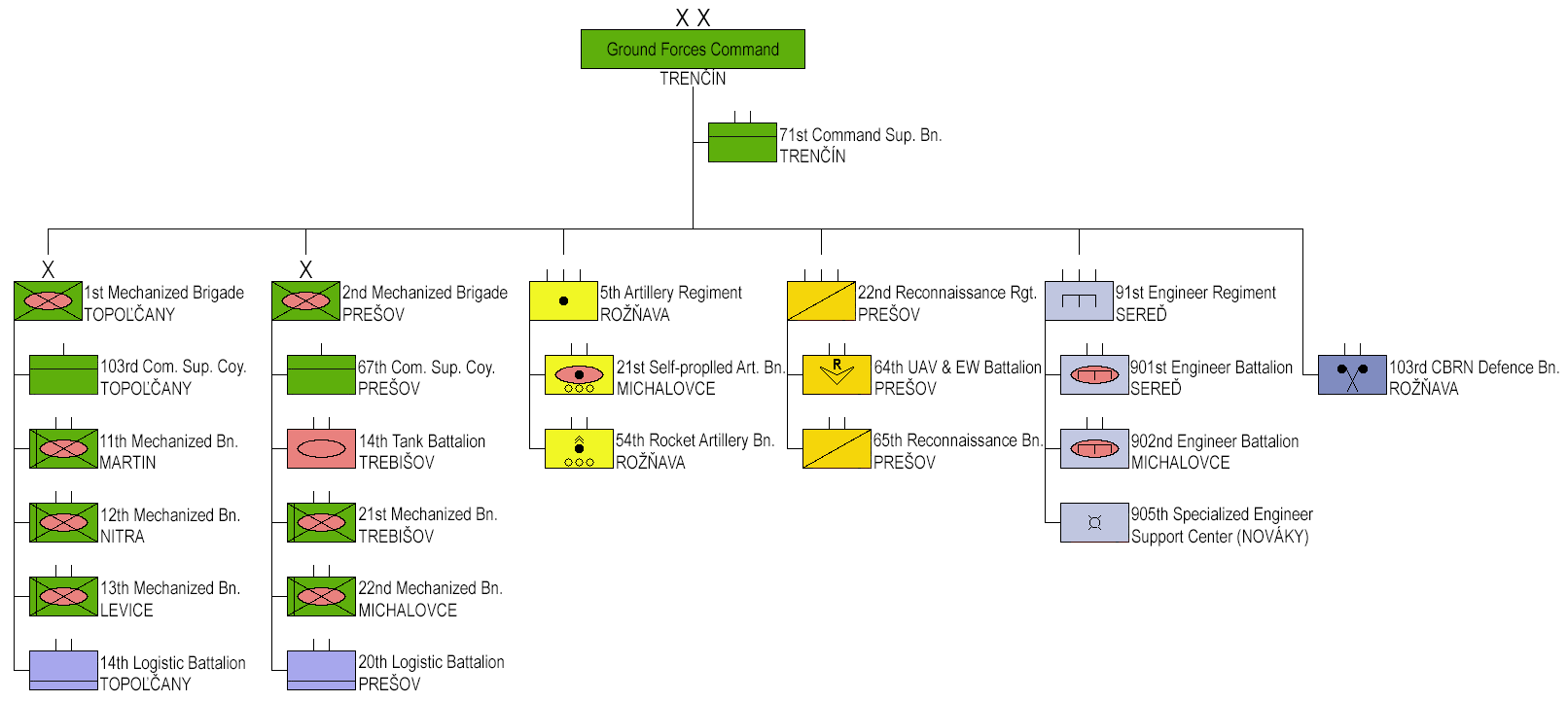
Struktura organizacyjna słowackich wojsk lądowych 2024

Pozemné sily – wojska lądowe, jeden z rodzajów Słowackich Sił Zbrojnych.

## Struktura organizacyjna

### 1. Brygada Zmechanizowana[1]
- 1. Brygada Zmechanizowana (Topolczany)
  - Kompania Dowodzenia (Topolczany)
  - 11. Batalion Zmechanizowany (Martin) – wozy bojowe BMP-2
  - 12. Batalion Zmechanizowany (Nitra) – wozy bojowe BMP-2
  - 13. Batalion Zmechanizowany (Levice) – wozy bojowe BMP-2
  - Batalion artylerii rakietowej (Rożniawa) – RM-70/85
  - Batalion inżynieryjny (Sereď)
  - Batalion wojsk przeciwchemicznych (Rożniawa)

### 2. Brygada Zmechanizowana[1]
- 2. Brygada Zmechanizowana (Preszów)
  - Kompania Dowodzenia (Preszów)
  - batalion czołgów (Trebišov)  – czołgi T-72M
  - 21. Batalion Zmechanizowany (Trebišov) – wozy bojowe BMP-1
  - 22. Batalion Zmechanizowany (Michalovce) – wozy bojowe BMP-1
  - Batalion artylerii samobieżnej (Michalovce) – armatohaubica samobieżna wz. 2000 Zuzana i Zuzana 2
  - Batalion rozpoznawczy (Preszów)

### Brygada zabezpieczenia bojowego[1]
- Kompania Dowodzenia (Trenczyn)
- Batalion Logistyczny (Hlohovec)
- Batalion Logistyczny (Topolczany)
- Batalion Remontowy (Martin)
- Batalion CSS (Preszów)

## Wyposażenie

### W służbie

#### Pojazdy
| Zdjęcie                  | Nazwa                                    | Państwo           | Liczba            |
| Czołgi podstawowe        | Czołgi podstawowe                        | Czołgi podstawowe | Czołgi podstawowe |
| ------------------------ | ---------------------------------------- | ----------------- | ----------------- |
|                          | T-72M1                                   | ZSRR              | 17                |
| Bojowe wozy piechoty     |                                          |                   |                   |
|                          | BMP-1                                    | ZSRR              | 72                |
|                          | BMP-2                                    | ZSRR              | 91                |
|                          | BVP-M                                    | Słowacja          | 17                |
| Transportery opancerzone |                                          |                   |                   |
|                          | OT-90                                    | Czechosłowacja    | 60                |
|                          | Tatrapan                                 | Słowacja          |                   |
| Wozy rozpoznawcze        |                                          |                   |                   |
|                          | BPzV                                     | Czechosłowacja    |                   |
|                          | BPsVI-ISTAR                              | Słowacja          |                   |
|                          | RG-32 Scout                              | Południowa Afryka |                   |
| Pojazdy opancerzone      |                                          |                   |                   |
|                          | Aligator 4×4                             | Słowacja          | 42                |
|                          | Iveco LMV                                | Włochy            | 10                |
|                          | HMMWV                                    | Stany Zjednoczone |                   |
|                          | International MaxxPro                    | Stany Zjednoczone |                   |
|                          | Polaris RZR                              | Stany Zjednoczone |                   |
| Artyleria                |                                          |                   |                   |
|                          | Armatohaubica samobieżna wz. 2000 Zuzana | Słowacja          | 16                |
|                          | Armatohaubica samobieżna Zuzana 2        | Słowacja          | 8/25              |
|                          | RM-70                                    | Czechosłowacja    | 25                |
| Samochody ciężarowe      |                                          |                   |                   |
|                          | Tatra T815                               | Czechy            | 20                |
|                          | Aktis                                    | Słowacja          | 30                |
| Samochody                |                                          |                   |                   |
|                          | Land Rover Defender 110                  | Wielka Brytania   | 70                |